# Echo Kujawskie
Echo Kujawskie – włocławska mutacja łódzkiego dziennika „Echo”.
Dziennik ukazywał się w latach 1930–1939.